# Skrängylet
Skrängylet är en sjö i Kristianstads kommun i Skåne och ingår i Skräbeåns huvudavrinningsområde.